# Erkel Ferenc Vegyeskar (Budapest)
A Budapesten működő Erkel Ferenc Vegyeskar 1948-ban, a Magyar Iparszövetség (OKISZ) kórusaként alakult. Megalapítása óta lényegében szünet nélkül működik, ám jelenlegi arculata 1997-es újjáalakulásával alakult ki. A kórus hitvallása szerint minél több kor és zenei stílus kórusirodalmából válogatva igyekszik a műveket minél hitelesebben, lehetőleg eredeti nyelven  tolmácsolni a közönség számára.

## Történet
A Budapesten működő Erkel Ferenc Vegyeskar 1948-ban, OKISZ Erkel Ferenc Vegyeskar néven alakult Pászti Miklós és Fasang Árpád vezetésével. 1963-tól Maklári József kiváló karnagyi munkája révén – akinek az 1990-es évek elején Gráf Zsuzsanna is besegített - a legjobb hazai kórusok egyike lett. Amikor Maklári tanár úr már nem tudta folytatni munkáját, az énekkart a széthullás veszélye fenyegette. Ám a kórus elkötelezett kis magjának és Takács Annamária buzgó ügyszeretetének köszönhetően 1997 szeptemberében 2 fiatal főiskolás, Tardy Gergely és Frank Zoltán vezetésével sikerült kilábalni a krízishelyzetből. 1998-ban Cseri Zsófia is bekapcsolódott a munkába, és 2002-től egyedül vezeti a kórust.

## Karnagy
A kórus jelenlegi karnagya: Cseri Zsófia, aki 1999-ben az Eötvös Loránd Tudományegyetem TFK ének-zene, karvezetés szakán végzett, majd 2001-ben szerezte meg egyetemi diplomáját a pécsi JPTE ének-zene, karvezetés szakán, és karvezetés tanulmányait a Budapesti Liszt Ferenc Zeneművészeti Egyetem doktori képzésén folytatta.
1996-ban első helyezést ért el Szegeden a Főiskolások Országos Karvezető versenyén. 1998-tól előbb társkarnagyként, majd 2002 óta a kórus karnagyaként vesz részt az Erkel Ferenc Vegyeskarban. 2003-ban a IX. Budapesti Nemzetközi Kórusversenyen a zsűri ítélete alapján külön karnagyi díjban, a Lantos Rezső-díjban részesült. 
2006-ban a Kodály Zoltán IV. Magyar Kórusversenyen ismét megkapta a Lantos Rezső-díjat, 2008-ban pedig a XXIII. Debreceni Bartók Béla Nemzetközi Kórusverseny karnagyi különdíját és a Kodály Társaság különdíját ítélték meg neki.
2012-ben a „Seghizzi" 51. Nemzetközi Kórusversenyen karnagyi különdíjat nyert.
2017-től a Liszt Ferenc Zeneművészeti Egyetem Karmester és Karvezető Tanszékének óraadó oktatója

## Repertoár
A kórus repertoárja a reneszánsz mesterektől kezdve a barokk, klasszikus és romantikus stílus képviselőin át egészen a XX. századi zeneszerzőkig terjed. Ezek között is fontos helyen állnak a magyar zeneszerzők művei, amelyek jelentős része magyar népdalok illetve híres magyar költők verseinek feldolgozásai. Egyházi és világi műveket egyaránt énekelnek, lehetőleg eredeti nyelven (magyar, német, angol, francia, olasz, svéd és latin), így követve leghívebben a zeneszerző elképzelését.

## Eredmények, fontosabb fellépések
- 2000-ben a Magyar Kórusok és Zenekarok Szövetségének (KÓTA) minősítő hangversenyén „Fesztiválkórus” fokozat
- 2000-ben részvétel a Kodály Zoltán II. Magyar Kórusversenyen
- 2000 óta folyamatosan közreműködés a Bárdos Lajos Zenei Hetek koncertjein
- 2002-ben készült a kórus első önálló CD lemeze (Dalos barangolás)
- 2003-ban a IX. Budapesti Nemzetközi Kórusverseny vegyeskari („B”) kategóriájában első helyezés
- 2004 júliusában a 3. Brémai Kórusolimpián Nagy vegyeskari és Musica Sacra kategóriában egyaránt ezüst diploma
- 2005-ben a Bárdos Lajos Zenei Hetek „Fesztiválkórusa” kitüntetés
- 2005. A második "stúdió" CD („Pislog e parányi csillag”)
- 2006 áprilisában a Magyar Kórusok és Zenekarok Szövetségének (KÓTA) minősítő hangversenyén „Kiemelt hangversenykórus” fokozat
- 2006. november 25-én a kórus a Kodály Zoltán IV. Magyar Kórusversenyen 2. helyezés, s egyben arany diploma, valamint Karnagyi Különdíj
- 2008-ban a XXIII. Bartók Béla Nemzetközi Kórusversenyen vegyeskari kategóriában 3. helyezés
- 2010 augusztusában Gelnhausenben (Németország), az Első "Hearth of Europe" Nemzetközi Kórusversenyen Egyházi zene kategóriában 4. helyezés (ezüst diploma) és Világi zene kategóriában 3. helyezés (ezüst diploma)
- 2012. "Seghizzi" 51. Nemzetközi Kórusverseny, Gorizia (Olaszország): "Folklór" kategóriában aranydiploma és - a jazz-gospel-könnyűzene kategóriával összevont - 2. helyezés, "XIX. századi művek" kategóriában ezüstdiploma és 3. díj, "XX. századi művek" kategóriában ugyancsak ezüstdiploma és harmadik díj. Különdíj "az olasz és európai művekből összeállított legjobb műsorért" valamint karnagyi különdíj Cseri Zsófiának. A nagydíjas versenyen 3. helyezés.